# کازیچنه
کازیچنه (به بلغاری: Kazichene) یک منطقهٔ مسکونی در بلغارستان است که در استان صوفیه سیتی واقع شده‌است.
 کازیچنه  ۴٬۹۹۷ نفر جمعیت دارد و ۵۷۰ متر بالاتر از سطح دریا واقع شده‌است.